# Deportation von Juden aus Luxemburg
Die Deportation von Juden aus Luxemburg erfolgte in sieben Transporten vom 16. Oktober 1941 bis 17. Juni 1943.

## Jüdische Bevölkerung
Aus dem Deutschen Reich flohen Juden während der Zeit des Nationalsozialismus auch nach Luxemburg. Insbesondere 1933 nach der Machtübernahme durch die Nationalsozialisten, 1935 nach der Saarabstimmung sowie dem Erlass der Nürnberger Gesetze und 1938 nach den Novemberpogromen kam es zu größeren Fluchtbewegungen, so dass die jüdische Bevölkerung in Luxemburg auf etwa 3.700 Menschen anwuchs, von denen mehr als die Hälfte ausländische Flüchtlinge unterschiedlicher Nationalität waren. Im Chaos der deutschen Invasion im Mai 1940 wurden 1500 Juden nach Frankreich evakuiert oder konnten dorthin fliehen. Durch die aktive Hilfe des Leiters der Passierscheinstelle der Wehrmacht Franz von Hoiningen-Huene konnten zahlreiche jüdische Familien bis zum November 1941 noch legal aus dem besetzten Luxemburg ausreisen.

## Entrechtung und Vertreibung

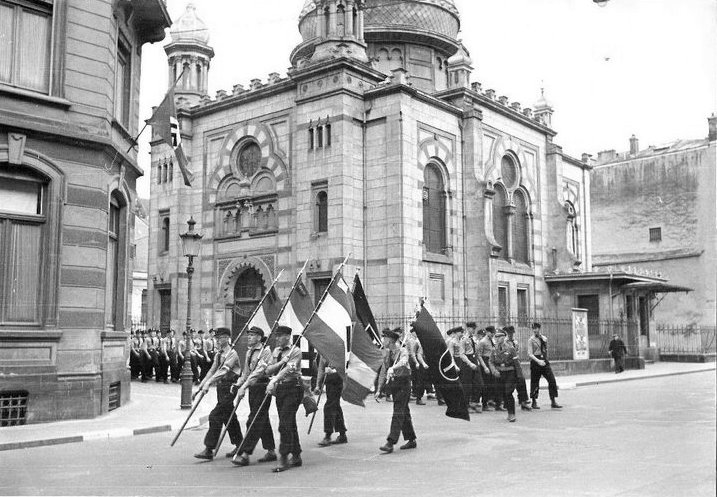
Naziaufmarsch vor der alten Synagoge (1943 von Nazis zerstört)

Am 2. August 1940 wurde Gustav Simon zum Leiter des CdZ-Gebiet Luxemburg ernannt. Bereits einen Monat später begannen die antijüdischen Maßnahmen. Mit der Judenkartei der jüdischen Kultusgemeinde (Konsistorium), einem Polizeiverzeichnis der in Luxemburg-Stadt wohnenden Juden vom August 1940 und den Melderegistern der Fremdenpolizei verfügte die Besatzungsmacht über den Zugriff auf ausreichende Meldedaten, um am 5. September 1940 unter anderem mit der „Verordnung über Maßnahmen auf dem Gebiet des Judenrechts“ die Juden zu definieren und entsprechend dem Blutschutzgesetz zu diskriminieren. Dabei wurde sie von der Luxemburger Verwaltungskommission einer Art Ersatzregierung unterstützt. Berufsverbote, Arisierung des jüdischen Vermögens und Zwangsarbeit folgten schrittweise. Diese Gesetze erfolgten etwa gleichzeitig mit den italienischen Rassengesetzen. Die Synagogen wurden profaniert und zerstört.
Am 12. September 1940 wurden die noch etwa 2000 in Luxemburg verbliebenen Juden von der Gestapo aufgefordert das Land innerhalb von 14 Tagen zu verlassen. Auf Bitten der Kultusgemeinde ging man aber zu einer planmäßig geregelten Auswanderung über einen längeren Zeitraum über. In dreizehn von Gestapobeamten begleiteten Transporten wurden zwischen Oktober 1940 und Januar 1941 Flüchtlinge über Frankreich und Spanien nach Portugal gebracht oder nach abenteuerlichen Irrfahrten in den französischen Lagern Gurs oder Les Milles interniert, wenn die Einreise in neutrale Länder verweigert wurde. Einige von ihnen wurden später mit den anderen Inhaftierten in die Vernichtungslager deportiert. Mitte Oktober 1941 wurde die Auswanderung auf Anweisung Himmlers gestoppt.

## Isolierung und Deportation
Im Juli 1941 befahl die Gestapo mit Einwilligung des Reichssicherheitshauptamtes für arbeitsunfähige Juden das jüdische Altersheim Fünfbrunnen als Sammellager einzurichten. Am 29. Juli 1941 wurde angeordnet, dass Juden eine gelbe Armbinde tragen müssten; zugleich wurde ihre Bewegungsfreiheit eingeschränkt. Spätestens am 17. September 1941 entschied Hitler, die Juden aus dem „Altreich“, zu dem Luxemburg stillschweigend gerechnet wurde, nach dem Osten zu evakuieren. Dabei soll die Initiative für Luxemburg vom Gauleiter Simon ausgegangen sein, da er seinen Bereich als einen der ersten als judenfrei melden wollte.
Die Deportation von Juden aus Luxemburg fand im Zeitraum vom 16. Oktober 1941 bis 17. Juni 1943 statt. Der erste Zug nahm in Trier noch weitere Juden auf. Im „Altreich“ wurden die letzten sechs Luxemburger Transporte in dort vorbereitete größere Transporte mit aufgenommen. Die Deportationsbefehle (staatspolizeilichen Verfügungen) wurden vom Leiter des Einsatzkommandos der Sicherheitspolizei und des Sicherheitsdienstes in Luxemburg Fritz Hartmann ausgestellt. Die Abteilung IVa für Juden- und Emigrantenvermögen in der Zivilverwaltung erhielt Durchschläge der Deportationslisten, um das Vermögen besser beschlagnahmen und verwerten zu können. Wohnungsschlüssel waren der Sicherheitspolizei (später einem Vertreter des Ältestenrates) zu übergeben, die Juden hatten sich ordnungsgemäß bei der polizeilichen Meldebehörde und dem Ernährungsamt abzumelden. Die Zollabfertigung am Bahnhof führte Leibesvisitationen durch, damit keine Wertpapiere, Devisen, Sparkassenbücher, Edelmetalle und Schmuckstücke mit Ausnahme der Eheringe ausgeführt werden konnten.
| Datum            | Zielort                               | über      | Anzahl |
| ---------------- | ------------------------------------- | --------- | ------ |
| 16. Oktober 1941 | Ghetto Litzmannstadt                  | Trier     | 331    |
| 23. April 1942   | Ghetto Izbica                         | Stuttgart | 27     |
| 12. Juli 1942    | Vernichtungslager Auschwitz-Birkenau  | Chemnitz  | 24     |
| 26. Juli 1942    | KZ Theresienstadt                     | Köln      | 27     |
| 28. Juli 1942    | KZ Theresienstadt                     | Dortmund  | 159    |
| 6. April 1943    | KZ Theresienstadt                     | Dortmund  | 97     |
| 17. Juni 1943    | teils Auschwitz, teils Theresienstadt | ?         | 11     |

Bis Kriegsende überlebten etwa vierzig dieser Deportierten (Ino Arndt nennt 43; Änder Hohengarten 41). Von den aus Luxemburg nach Belgien und Frankreich geflohenen und abgeschobenen Juden wurden knapp 400 ebenfalls deportiert. Etwa 1400 Juden wurden Opfer der Judenverfolgung in Luxemburg; das entspricht einem Drittel der Juden, die Anfang 1940 noch im Land gelebt hatten.

## Aufarbeitung

### Juristische Aufarbeitung
Gauleiter Gustav Simon entzog sich 1945 einer Anklage durch Selbstmord. Sein Stellvertreter Heinrich Christian Siekmeier wurde zu sieben Jahren Haft verurteilt. Der Leiter des Einsatzkommandos der Sicherheitspolizei und des Sicherheitsdienstes in Luxemburg, Fritz Hartmann, wurde zum Tode verurteilt, begnadigt und 1957 nach Deutschland abgeschoben. Sein Stellvertreter Walther Runge wurde folgenlos in Abwesenheit zum Tode verurteilt. Josef Ackermann, der für die Arisierung zuständig war, wurde verurteilt und in den 1950er Jahren entlassen.

### Erinnerung

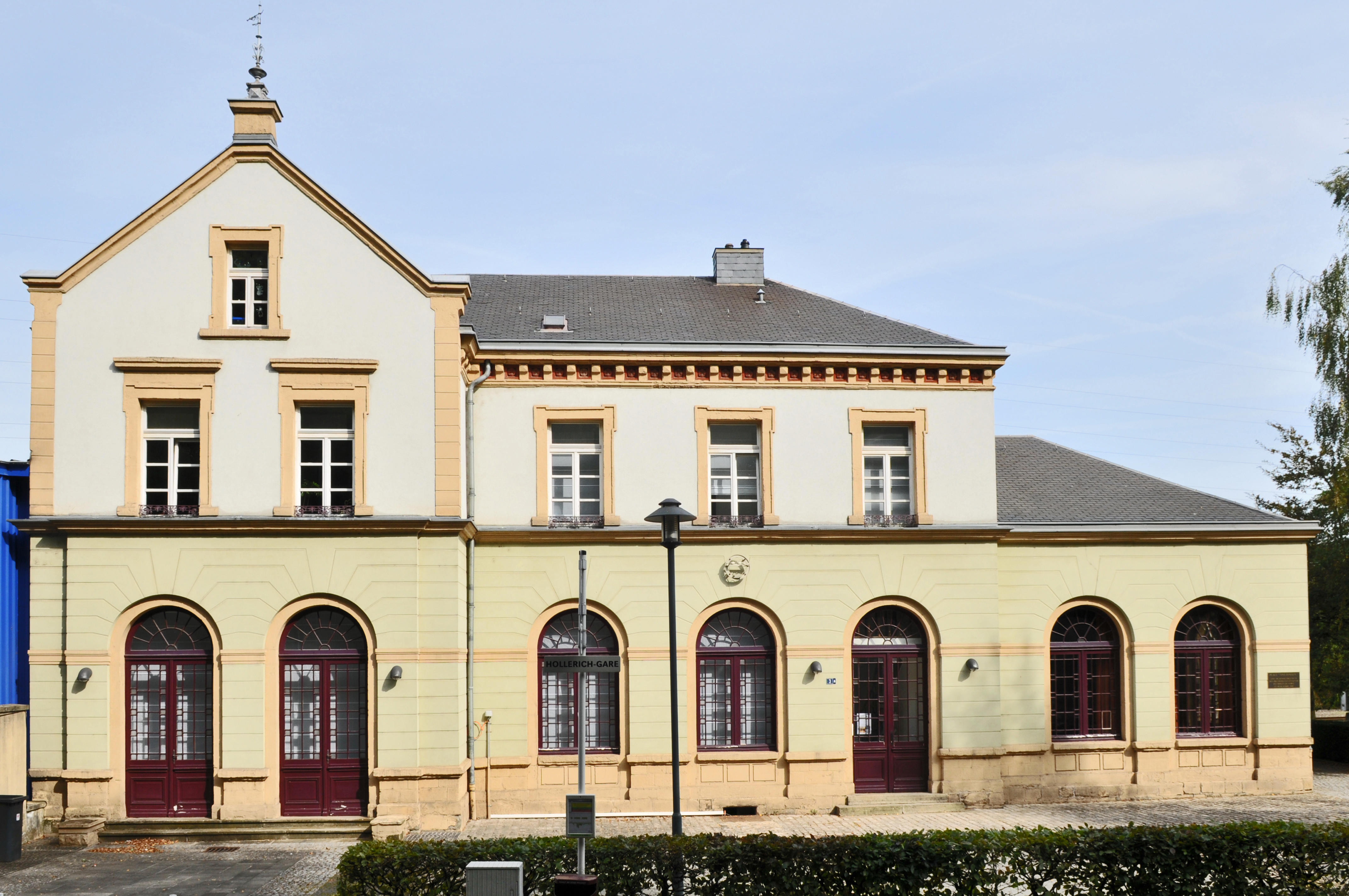
Gedenkstätte ehemaliger Bahnhof Hollerich

Auf dem Gelände des Klosters Fünfbrunnen erinnern heute ein Denkmal und eine Informationstafel an die Deportation und die Ermordung der Luxemburger Juden. Das Mémorial de la Déportation im ehemaligen Bahnhofsgebäude Hollerich erinnert seit 1996 an die Deportation von Juden, Zwangsrekrutierten und Widerständlern.
Im Juni 2015 entschuldigten sich Luxemburgs Regierung und Parlament nach dem Artuso-Bericht für die Luxemburger Kollaboration bei der Judenverfolgung. Vincent Artuso fand Belege dafür, dass im November 1940 zwei Listen erstellt wurden: eine mit den Namen von 471 polnischen Juden, die in Luxemburg arbeiteten, und eine mit den Namen von 280 jüdischen Kindern im Land. Zu diesem Zeitpunkt war das Großherzogtum seit sechs Monaten von den Deutschen besetzt. Doch die Listen stammten nicht von NS-Organisationen, sondern von der luxemburgischen Verwaltungskommission, einer Art Ersatzregierung.
Ein Denkmal zur Erinnerung an die Opfer der Schoah wurde am 17. Juni 2018 in der Stadt Luxemburg eingeweiht. Vor 75 Jahren, am 17. Juni 1943, wurden die letzten Juden von den Nazis vom Bahnhof Luxemburg aus in die Vernichtungslager im Osten verschickt.